# Krugsdorf
Krugsdorf er en by og kommune i det nordøstlige Tyskland, beliggende i Amt Uecker-Randow-Tal i den sydøstlige del af Landkreis Vorpommern-Greifswald. Landkreis Vorpommern-Greifswald ligger i delstaten Mecklenburg-Vorpommern.

## Geografi
Krugsdorf er beliggende mellem Uecker og Randowbruch i skov- og vandrige omgivelser (Ueckermünder Heide, Naturschutzgebiet Großer Koblentzer See). Den 45 ha store Kiessee (Krugsdorf) der er dannet i en tidligere grusgrav, ligger midt i kommunen, og er takket være en høj vandkvalitet, en yndet lokalitet for badning og dykning. Byen Pasewalk er beliggende seks kilometer mod sydvest.
I kommunen ligger ud over Krugsdorf, landsbyen Rothenburg.

## Eksterne kilder og henvisninger
1. ↑  Krugsdorfer Kiessee på 200bar.de/tauchen-deutschland

- Wikimedia Commons har flere filer relateret til Krugsdorf
- Kommunens side på amtets websted
- Befolkningsstatistik mm (Webside ikke længere tilgængelig)